# Domaine Coche-Dury
Domaine Coche-Dury — производитель и поставщик французских вин. Поместье базируется в Meursault, в винной области Côte de Beaune Бургундии, Франция.

## История
Имение было основано в 1920 году Леоном Кошем. Были куплены некоторые сорта винограда с установленными виноградными лозами. Вино во многие бутылки Леон разливал сам, а также лично продавал виноград местным покупателям. Земли виноградников были переданы трём детям Леона. Один из них, Жорж Кош, взял под свой контроль управление имением в 1964 году, и продолжил скупать землю для виноградников.
Жан-Франсуа Кош вступил во владение имуществом своего отца Жоржа, когда тот вышел на пенсию в 1973 году. У жены Жана — Франсуа было второе имя -  Dury, которое впоследствии добавилось к названию винодельни.
В июле 1998 года Коч-Дери понёс потери, в виде 10 рядов виноградных лоз, после того как вертолёт, опыляющий соседний виноградник потерпел крушение.
В 1999 году Жан-Франсуа перевёл на полный рабочий день своего сына Рафаэля Коча после того, как Рафаэль закончил изучать виноградарство и энологию.
Рафаэль взял на себя винодельческую роль в поместье, в 2010 году после выхода на пенсию его отца.

## Вина

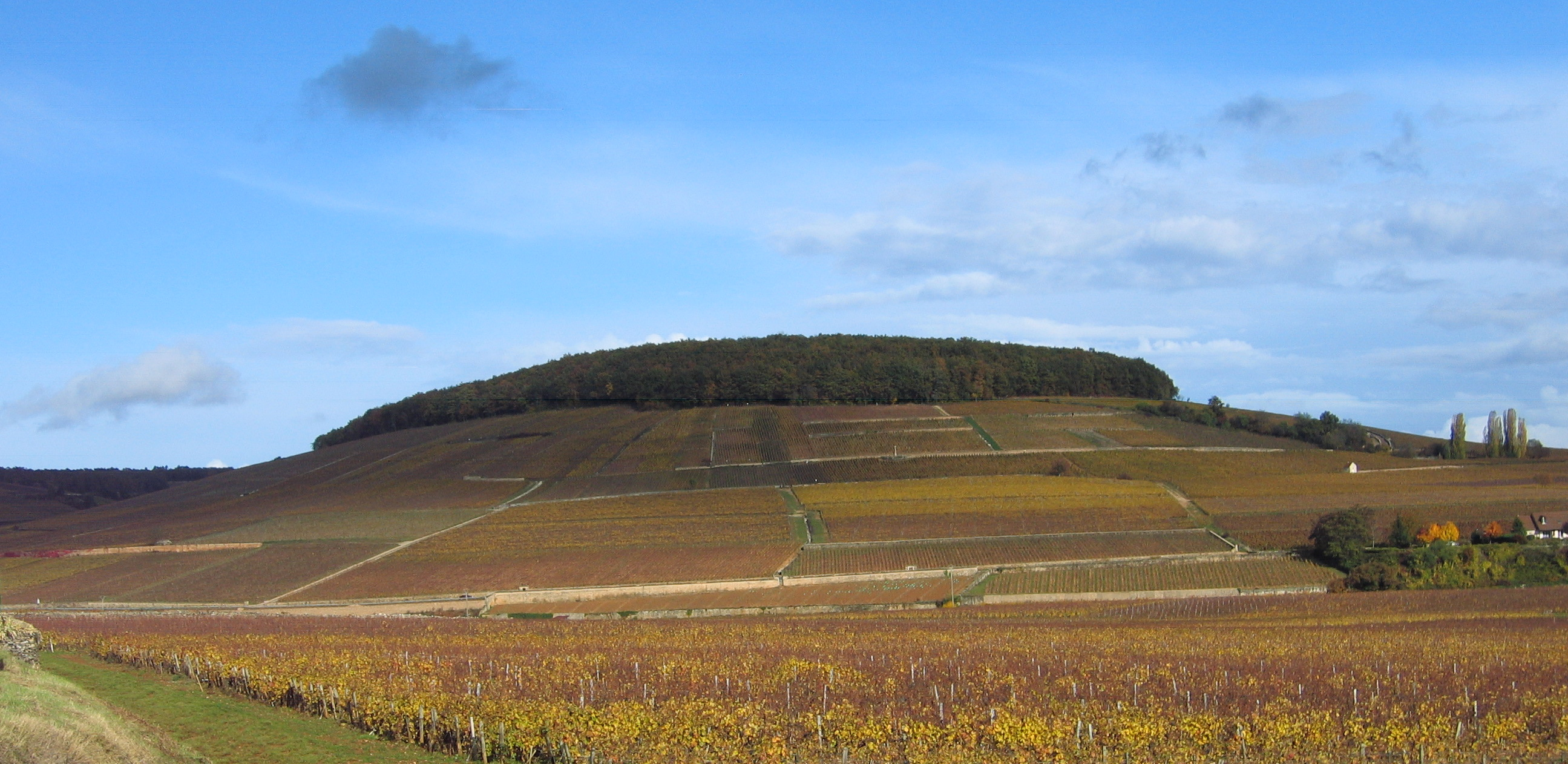
Coche-Dury

На территории Coche-Dury произрастает приблизительно 9 гектаров виноградников. Имение производит примерно 3500 позиций разлитого в бутылки вина каждый год в зависимости от винтажа. На виноградниках выращивают Aлиготэ, Шардоне и виноградные лоты Пино Нуар. 70 % собранного винограда используются имением с остатком, который продаётся виноделам, включая Луи Лэтура и Луи Джейдота.
Имение известно, прежде всего, своими белыми винами, сделанными из Шардоне. Винный критик Clive Coates говорит: «Это — одно из самых прекрасных имений, которое производит белое вино в мире». Роберт М. Паркер младший, заявил: «Дж. Ф. Коч-Дери, универсально рассматривается как один из пяти или шести лучших производителей белого вина в Бургундии». Виноградники Шардоне, выращенные имением, включают 0,34 гектара Grand Cru виноградника Кортон-Шарлемань, который был приобретён в 1986 году и три актива виноградников Premier Cru в Сеурсалю с 0,5 акрами в Пьерферрес.